# Lijst van spelers van Sheffield Wednesday FC
Deze lijst omvat voetballers die bij de Engelse voetbalclub Sheffield Wednesday FC spelen of gespeeld hebben. De spelers zijn alfabetisch gerangschikt.

## A
- Steve Adams
- Chris Adamson
- Gabriel Agbonlahor
- Junior Agogo
- Joost van Aken
- Niclas Alexandersson
- Hasney Aljofree
- Viv Anderson
- Wayne Andrews
- Michail Antonio
- Zigor Aranalde
- Craig Armstrong
- Peter Atherton
- Dalian Atkinson

## B
- Jack Ball
- Garry Bannister
- Barry Bannan
- Earl Barrett
- Graham Barrett
- Brian Barry-Murphy
- Chris Bart-Williams
- David Bates
- Danny Batth
- George Beadles
- Mark Beevers
- Julian Bennett
- Leon Best
- Jonathan Beswetherick
- Billy Betts
- Mikkel Bischoff
- Jimmy Blair
- Con Blatsis
- Ernest Blenkinsop
- Regi Blinker
- Patrick Blondeau
- Luke Boden
- Adam Bolder
- Bob Bolder
- Pablo Bonvín
- Andy Booth
- John Bostock
- Madjid Bougherra
- Matt Bowman
- Jason Bradley
- Francis Bradshaw
- Guy Branston
- Teddy Brayshaw
- Mark Bright
- Lee Briscoe
- Thomas Brittleton
- Tom Brolly
- Leigh Bromby
- Marlon Broomes
- John Brown
- Alex Bruce
- Robert Bruce
- Chris Brunt
- Lee Bullen
- Rob Burch
- Mark Burchill
- Harry Burgess
- David Burrows
- Horace Burrows
- Deon Burton
- Lewis Buxton
- Stephen Bywater

## C
- Aaron Callaghan
- James Campbell
- Benito Carbone
- Franz Carr
- Scott Carson
- Arthur Catlin
- Mark Chamberlain
- Adam Chambers
- Lee Chapman
- Leon Clarke
- Matt Clarke
- John Clegg
- William Clegg
- Dave Clements
- Nigel Clough
- Juan Cobian
- Giles Coke
- Patrick Collins
- Wayne Collins
- Terry Cooke
- Barry Corr
- Graham Coughlan
- Roy Coyle
- Tommy Craig
- Anthony Crane
- Tom Crawshaw
- Richard Cresswell
- Mark Crossley
- Sean Cuff

## D
- Harry Davis
- Teddy Davison
- Gilles De Bilde
- Marc Degryse
- Neil Dewar
- Paolo Di Canio
- Drissa Diallo
- Bojan Djordjic
- O'Neill Donaldson
- Simon Donnelly
- Hugh Dowd

## E
- Chris Eagles
- Efan Ekoku
- Etiënne Esajas
- Richard Evans

## F
- Willie Fallon
- Johnny Fantham
- Warren Feeney
- William Felton
- Robert Ferguson
- Ronald Ferguson
- Yoann Folly
- Luke Foster
- Trevor Francis
- Redfern Froggatt

## G
- Kevin Gallacher
- Tony Galvin
- Eddie Gannon
- Anthony Gardner
- Derek Geary
- Neil Gibson
- Peter Gilbert
- Robert Glen
- Bill Gowdy
- David Graham
- Lee Grant
- Michael Gray
- Simon Grayson
- Ryan Green
- Ross Greenwood
- Bruce Grobbelaar

## H
- Matthew Hamshaw
- Harry Hanford
- John Harkes
- Steve Harkness
- Paul Hart
- Steven Haslam
- Paul Heald
- Paul Heckingbottom
- Paul Heffernan
- Willie Henderson
- Ian Hendon
- Iain Hesford
- Brian Hill
- John Hills
- Andrew Hinchcliffe
- Richard Hinds
- David Hirst
- David Hodgson
- Grant Holt
- Jim Holton
- Barry Horne
- Jack Hudson
- Ritchie Humphreys
- Andy Hunter
- Graham Hyde

## I
- Klas Ingesson

## J
- Shwan Jalal
- Arron Jameson
- Francis Jeffers
- Nigel Jemson
- David Johnson
- Jermaine Johnson
- Michael Johnson
- Reda Johnson
- Tommy Johnson
- Allan Johnston
- Bradley Jones
- Daniel Jones
- Kenwyne Jones
- Mike Jones
- Rob Jones
- Ryan Jones
- Thomas Jones
- Wim Jonk
- Siggi Jónsson

## K
- David Kašnik
- Graham Kavanagh
- James Kay
- Fred Kean
- Dylan Kerr
- Phil King
- Leon Knight
- Darko Kovačević
- Shefki Kuqi

## L
- Thomas Leach
- Graeme Lee
- Rocky Lekaj
- Aaron Lescott
- Chris Lines
- Ryan Lowe
- David Lucas
- Kenny Lunt
- John Lyall
- Michael Lyons

## M
- Steven MacLean
- Daniel Maddix
- Gary Madine
- Jim Magilton
- Billy Marsden
- Chris Marsden
- Ben Marshall
- Brian Marwood
- Christian Mayrleb
- Sean McAllister
- Rory McArdle
- Stephen McCall
- Jim McCalliog
- Jimmy McCambridge
- Jon McCarthy
- Dave McClements
- English McConnell
- David McGoldrick
- Jon-Paul McGovern
- Patsy McIlvenny
- Mark McKeever
- Paul McLaren
- David McLean
- Lewis McMahon
- Tony McMahon
- Liam McMenamin
- Eric McMordie
- Gary Megson
- Neil Mellor
- Miguel Llera
- Tommy Miller
- David Mills
- Ante Miročević
- Nathan Modest
- Garry Monk
- Chris Morris
- Hugh Morris
- Clinton Morrison
- Michael Morrison
- Owen Morrison
- Billy Mosforth
- Daryl Murphy
- Jimmy Murray
- Robbie Mustoe

## N
- Guylain Ndumbu-Nsungu
- Liam Needham
- Jon Newsome
- Lee Nicholls
- Steve Nicol
- Roland Nilsson
- Eddie Nolan
- Ian Nolan
- Cecil Nyoni

## O
- Burton O'Brien
- Joey O'Brien
- Pat O'Connell
- James O'Connor
- Phil O'Donnell
- Richard O'Donnell
- Chris O'Grady
- Scott Oakes
- Kim Olsen
- Isaiah Osbourne
- Jon Otsemobor
- Gary Owen
- Lloyd Owusu

## P
- Carlton Palmer
- Liam Palmer
- Paredão
- Richie Partridge
- Alan Paterson
- Lee Peacock
- Andy Pearce
- Nigel Pearson
- Mark Pembridge
- Dan Petrescu
- Mark Platts
- Adem Poric
- Ian Porterfield
- Darren Potter
- Robert Poulter
- Darryl Powell
- Kevin Pressman
- Marc Proctor
- Adam Proudlock
- David Prutton
- Darren Purse

## Q
- Alan Quinn
- James Quinn
- Albert Quixall

## R
- Nile Ranger
- Michael Reddy
- Mark Reynolds
- Barry Richardson
- Ellis Rimmer
- George Robertson
- Mark Robins
- Carl Robinson
- Jackie Robinson
- Craig Rocastle
- Peter Rodrigues
- Maurice Ross
- Herod Ruddlesdin
- Petter Rudi

## S
- Ben Sahar
- Lloyd Sam
- Francesco Sanetti
- Phillip Scott
- Chris Sedgwick
- Goce Sedloski
- José Vítor Moreira Semedo
- Jackie Sewell
- Craig Shakespeare
- Bernard Shaw
- Jon Shaw
- John Sheridan
- Peter Shirtliff
- Enoch Showunmi
- Carl Shutt
- Gerald Sibon
- Frank Simek
- Jackie Sinclair
- Andy Sinton
- John Sissons
- Bartosz Ślusarski
- Wade Small
- Dean Smith
- Jimmy Smith
- Paul Smith
- Glynn Snodin
- Tom Soares
- Akpo Sodje
- Trond Soltvedt
- Frank Songo'o
- Danny Sonner
- Fred Spiksley
- Alf Spouncer
- Ron Springett
- Tommy Spurr
- Pavel Srnicek
- Simon Stainrod
- Ronnie Starling
- Dejan Stefanović
- George Stephenson
- Mel Sterland
- Jimmy Stewart
- Robbie Stockdale
- Alf Strange
- Chris Stringer
- Peter Swan

## T
- Drew Talbot
- James Tavernier
- Ian Taylor
- Martin Taylor
- Gary Teale
- Garry Thompson
- Ola Tidman
- Sam Todd
- Keith Treacy
- Jimmy Trotter
- Orlando Trustfull
- Marcus Tudgay
- Matt Tumulty
- Chris Turner
- Iain Turner

## U
- Daniel Uchechi

## V
- Luke Varney

## W
- Chris Waddle
- Des Walker
- Ross Wallace
- Ronnie Wallwork
- Paul Warhurst
- Gordon Watson
- Steve Watson
- Sanchez Watt
- Julian Watts
- Nicky Weaver
- Ashley Westwood
- David Wetherall
- Glenn Whelan
- Guy Whittingham
- Howard Wilkinson
- Michael Williams
- Paul Williams
- Andrew Wilson
- Danny Wilson
- George Wilson
- Lawrie Wilson
- Mark Wilson
- Dean Windass
- Douglas Witcomb
- Richard Wood
- Chris Woods
- Nigel Worthington

## Y
- Gerald Young